# Amazing Stories
Amazing Stories é uma revista americana de ficção científica, tendo sido lançada em abril de 1926 pela editora Experimenter Publishing de Hugo Gernsback. Foi a primeira revista dedicada apenas a ficção científica. Antes, histórias de ficção científica haviam feito aparições regulares em outras revistas, incluindo algumas publicadas por Gernsback, porém a Amazing ajudou a definir e lançar o novo gênero da ficção pulp.
A Amazing é publicada, com algumas interrupções, desde seu lançamento. O título mudou de mãos pela primeira vez em 1929, quando Gernsback foi forçado a declarar falência e perdeu o controle da revista. Ela não produziu lucro durante a década de 1930, e em 1938 ela foi comprada pela Ziff Davis, que contratou Raymond A. Palmer como editor. Palmer transformou a revista em um sucesso, apesar dela não ter sido considerada de qualidade dentro da comunidade da ficção científica. No final da década de 1940, a Amazing Stories começou a publicar histórias do Mistério de Shaver, um mito lúgubre que explicava acidentes e desastres como obras de robôs chamados "deros"; as histórias eram apresentadas como fatos, e levaram a um grande aumento na circulação mas também a ridicularização generalizada. Palmer foi substituído por Howard Browne em 1949, que brevemente teve planos de levar a Amazing para mercados mais sofisticados. Esses planos foram infrutíferos, apesar da Amazing ter mudado para o formatinho em 1953, pouco antes do fim da era das revistas pulp. Um breve período sob a edição de Paul W. Fairman foi seguido, ao final de 1958, pela liderança de Cele Goldsmith. Apesar da falta de experiência, Goldsmith conseguiu dar vida nova a revista, e seus anos são considerados como uma das eras mais criativas da Amazing. Ela não conseguiu evitar a queda de circulação, entretanto, e a revista foi vendida para a Sol Cohen's Universal Publishing Company em 1965.
Sob Cohen, a Amazing era preenchida em quase sua totalidade por histórias republicadas. Cohen não pagou a taxa de republicação aos autores dessas histórias, e isso o levou a um conflito com a recém formada Science Fiction Writers of America. Esse conflitou custou à Amazing dois editores de sucesso (Harry Harrison e Barry N. Malzberg) em um curto espaço de tempo no final da década de 1960. Ted White assumiu como editor após a saída de Malzberg, eliminando as republicações e devolvendo o respeito da revista: a Amazing foi indicada ao prestigiado Prêmio Hugo três vezes durante seu período na revista. White saiu ao final da década de 1970. A década de 1980 viu a Amazing passar para as mãos da TSR, Inc. em 1983 e depois para a Wizards of the Coast (que comprou a TSR em 1997), que fez várias tentativas nos vinte anos seguintes para criar uma encarnação moderna da revista. Uma última tentativa foi feita pela Paizo Publishing no final de 2004, porém as publicações foram suspensas depois de março de 2005 e nunca mais foram retomadas.
A abordagem editorial inicial de Gernsback foi de misturar entretenimento com instrução; ele acreditava que a ficção científica podia educar os leitores. Seu público rapidamente mostrou sua preferência por histórias implausíveis, todavia, e o movimento para longe do idealismo de Gernsback acelerou quando a revista mudou de mãos em 1929. Apesar disso, Gernsback teve um enorme impacto no campo: a criação de uma revista especializada em ficção científica gerou uma indústria editorial inteira só sobre o gênero. A seção de cartas da Amazing, onde fãs podiam fazer contato com os outros, levou a formação de um fanatismo de ficção científica, que por sua vez teve uma forte influência no desenvolvimento do campo, como foi o caso dos chamados fanzines, revistas independente de fãs. Escritores cujas primeiras histórias foram publicadas na Amazing incluem Isaac Asimov, Howard Fast, Ursula K. Le Guin, Roger Zelazny e Thomas M. Disch. No geral, porém, a revista era raramente influente dentro do gênero. Alguns críticos comentaram que ao "dividir" a ficção científica, Gernsback na verdade prejudicou seu crescimento literário, porém seu ponto de vista foi combatido pelo argumento de que a ficção científica precisava de um mercado independente para poder desenvolver seu potencial pleno.

## Origens

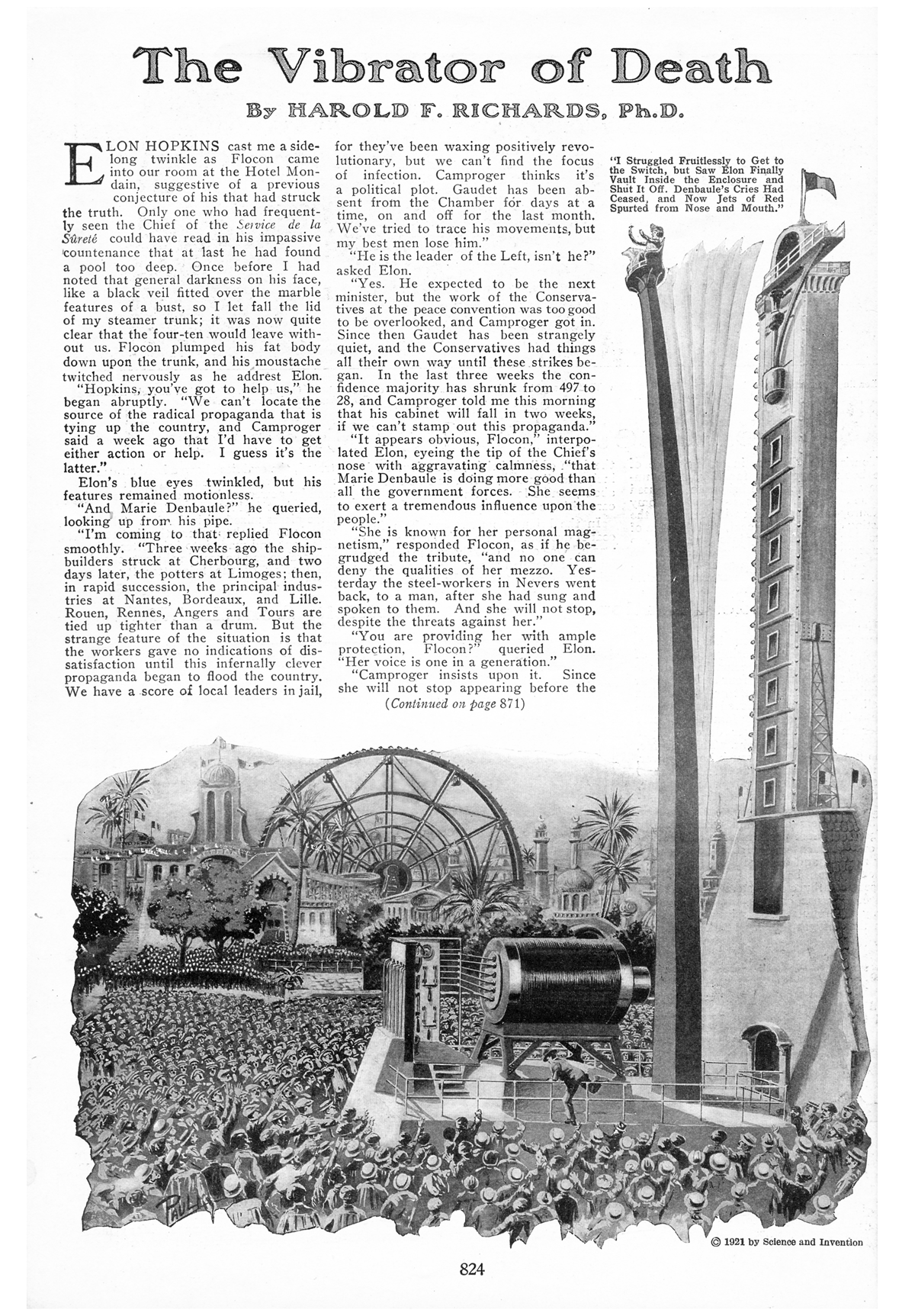
Uma história ilustrada por Frank R. Paul em uma edição de 1922 de Science and Invention.

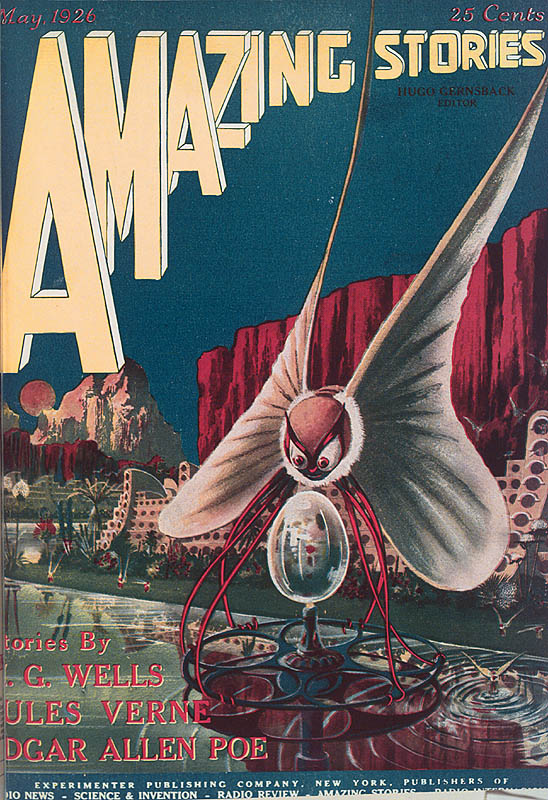
Capa da edição de maio de 1926 anuncia histórias de H. G. Wells, Júlio Verne e Edgar Allan Poe.

No final do século XIX, histórias centradas em invenções científicas, e histórias que se passavam no futuro, estavam aparecendo regularmente em revistas populares de ficção. O mercado para contos prestou-se para histórias de invenções nas tradições de Júlio Verne. Revistas como Munsey's Magazine e The Argosy, lançadas em 1889 e 1896 respectivamente, tinham algumas histórias de ficção científica publicadas todos os anos. Algumas revistas mais sofisticadas como a McClure's, que pagava bem e que tinha um público mais letrado como alvo, também tinha histórias científicas, porém no início do século XX, a ficção científica (que ainda não era chamada dessa forma) estava aparecendo mais frequentemente em revistas pulp do que nas revistas mais sofisticadas.
Em 1908, Hugo Gernsback publicou a primeira edição da Modern Electrics, uma revista mirada nos amadores científicos. Ela foi um sucesso imediato, e Gernsback começou a incluir artigos sobre o uso imaginativo da ciência, como "Wireless on Sun" (dezembro de 1908). Em abril de 1911, Gernsback começou a serializar seu romance de ficção científica, Ralph 124C 41+, porém em 1913 ele vendeu sua parte da revista para seu parceiro e lançou uma nova revista, a Electrical Experimenter, que rapidamente começou a publicar ficção científica. Em 1920, Gernsback mudou o nome da revista para Science and Invention, e no início da década de 1920 ele publicou muitas histórias ficcionais em suas páginas, junto com artigos científicos de não-ficção.

Gernsback havia começado outra revista chamada Practical Electrics em 1921. Em 1924, ele mudou seu nome para The Experimenter, e enviou cartas para 25.000 pessoas para avaliar o interesse na possibilidade de uma revista dedicada a ficção científica; em suas palavras, "a resposta foi de tal forma que a ideia foi abandonada por dois anos". Entretanto, em 1926 ele decidiu seguir em frente, e cessou as publicações do The Experimenter para dar espaço a nova revista. O editor do The Experimenter, T. O'Conor Sloane, se tornou o editor da Amazing Stories. A primeira edição apareceu em 10 de março de 1926, com a data na capa indicando abril de 1926.
No início, Gernsback, publicou os autores que considerava os pais da ficção científica: H. G. Wells, Júlio Verne e Edgar Allan Poe. Foi somente depois de vários anos que a revista irá conter apenas os escritos originais.